# Taïga du Bouclier canadien septentrional
Localisation
La taïga du Bouclier canadien septentrional (Northern Canadian Shield taiga) est une écorégion terrestre nord-américaine du type forêts boréales, taïga du World Wildlife Fund

## Répartition
La taïga du Bouclier canadien septentrional occupe le sud du Nunavut, l'est des Territoires du Nord-Ouest, le nord-est de l'Alberta et le nord de la Saskatchewan et du Manitoba.  

## Climat
La température moyenne annuelle varie entre −5 °C et −8 °C.  La température estivale moyenne varie entre 8 °C et 11 °C, et la température hivernale moyenne oscille entre −24,5 °C et −21,5 °C.  Le taux de précipitations annuel se situe entre 200 mm 400 mm.    

## Géomorphologie
Les affleurements rocheux sont fréquents dans cette écorégion.  L'élévation maximale atteint 490 m d'altitude.   Le pergélisol est discontinu et les coins de glace se rencontrent de temps à autre. 

## Caractéristiques biologiques
La limite nord de cette écorégion marque la limite nord des arbres.  L'écorégion elle-même constitue une zone de transition entre la taïga et la toundra.  Les forêts, très clairsemées, sont composées principalement d'épinettes noires et de mélèzes laricins chétifs auxquels s'associent des épinettes blanches, des bouleaux rabougris, des éricacées, des Eriophorums, du lichen et de la mousse.  Les zones humides sont parsemées de tussacks de carex, d'Eriophorum et de sphaignes.  Dans certains secteurs, s'établit aussi des peuplements plus matures de peupliers faux-tremble, de peupliers baumiers, d'épinettes noires et blanches et de sapins baumiers.

## Conservation
On estime qu'environ 90 % à 95 % de la superficie de cette écorégion est toujours intact.  Les activités minières représentent la principale cause de perturbation. 